# Screen Rant
Screen Rant és un lloc web d'entreteniment que ofereix notícies en els camps de la televisió, el cinema, els videojocs i els còmics. És propietat de Valnet, empresa matriu de publicacions com ara Comic Book Resources, Collider, MovieWeb i XDA Developers.

## Història
Screen Rant va ser llançat per Vic Holtreman el 2003, i tenia la seva oficina a Saint-Laurent (Quebec), Canadà. El febrer de 2015, Screen Rant va ser adquirida per Valnet, una empresa de mitjans de comunicació en línia amb seu a Montreal, Quebec. Es va combinar amb el seu lloc web germà, Game Rant, el 2019, quan Valnet va adquirir l'altra publicació. Després d'acordar vendre Screen Rant a Valnet, el fundador Vic Holtreman, que havia servit com a CEO de l'empresa, es va retirar.
Screen Rant presenta una sèrie de vídeos anomenada Pitch Meeting pel còmic de YouTube Ryan George. El 2025, la sèrie incloïa més de 400 vídeos, que van obtenir un total de 400 milions de visualitzacions. A la sèrie, George interpreta tant un guionista com un productor de cinema en una proposta per a una pel·lícula o sèrie de televisió, descrivint la seva trama d'una manera que destaca diverses inconsistències.